# Ядґар Мухаммад Мірза
Ядґар Мухаммад Мірза (*1449/1452 — 21 серпня 1470) — емір Хорасану з 5 липня до 21 серпня 1470 року.

## Життєпис
Походив з династії Тимуридів. Онук Шахрух Мірзи, фактичного володаря держави Тимуридів. Син Султан-Мухаммада Мірзи, еміра Фарса, та Тунді-Бегі Аґа. Народився 1449 або 1452 року, невдовзі його батько зазнав поразки і загинув у боротьбі між Тимуридами.
1458 року Джаханшах, бей Кара-Коюнлу, захопив Герат, але незабаром був змушений відступити у свої володіння, взявши з собою Ядґара Мухаммада. У 1467 році після поразки Джаханшаха від Узун-Хасана, бея Ак-Коюнлу, Ядґар Мухаммад Мірза опинився при дворі останнього.
11 лютого 1469 року брав участь у битві в Карабасі проти Султан Абу-Саїда, еміра Мавераннахра, що зазнав поразки і потрапив у полон. Його було передано Ядґар Мухаммаду, який невдовзі наказав стратити полоненого. Невдовзі Узун-Хасан оголосив Ядґар Мухаммада новим еміром Мавераннахра і надав йому військо, щоб він захопив Хорасан, яким тоді володів Хусейн Байкара.
Спочатку йому вдалося захопити Астрабад і Горган, але у вересні 1469 року Ядґар Мухаммад Мірза був розбитий в битві під Мешхедом. Він звернувся по допомогу до Узун-Хасан, який надіслав йому підкріплення, з якими Ядґар Мухаммад відновив боротьбу і взяв Сабзевар. боротьба за який загострилася. Але Ядґар Мухаммад отримав нові війська від Узун-хасана. Зрештою хорасанські еміри та вояки стали залишати Хусейна Байкару, внаслідок чого 5 липня 1470 року вдалося зайняв Герат. Але вже 21 серпня 1470 року вночі Хусейн байкара раптово атакував Герат, внаслідок чого Ядґар Мухаммада Мірза зазнав поразки, потрапив у полон, де негайно був страчений.